# Frameshift-mutation
En frameshift-mutation är en mutation som innebär att en nukleotid (eller flera, det får dock inte vara ett tal som är jämnt delbart med tre) tas bort eller läggs till på ena enkelsträngen i DNA-molekylen. Detta leder till att alla nukleotider hamnar ett (eller flera) steg före eller efter sitt egentliga läge. Eftersom nukleotiderna tre och tre kodar för aminosyror kommer detta att göra att de aminosyror som kodas efter frameshiften antagligen med största sannolikhet kommer att bli någon annan aminosyra. Det kan även hända att stoppkodon bildas på fel ställen och att de befintliga stoppkodonen inte bildas där de ska. Frameshift-mutation är allvarligare än missense-mutation. Proteinet kommer inte att få den form eller funktion som var tänkt.
Om en DNA-sekvens kodar för aminosyrorna alanin, glycin, histidin och ett stoppkodon skulle den koden kunna se ut enligt följande: 
| GCU | GGU | CAU | UAG |
| --- | --- | --- | --- |

Om en frameshift mutation smyger sig in i första kodonet (till exempel adenin som förkortas A) så fås följande sekvens: 
| GAC | UGG | UCA | UUA | G |
| --- | --- | --- | --- | - |

Detta kodar för aminosyrorna asparaginsyra, tryptofan, serin och leucin. Vi har fått helt andra aminosyror och inget stoppkodon.